# 若江公義
若江公義（日语：／ Wakae Kimiyoshi，1766年1月6日〈明和2年11月25日〉—1828年9月20日〈文政11年8月12日〉）是一名日本江戶時代後期地下人。

## 生平
若江於明和2年（1766年）出生，是神宮祭主藤波季忠的兒子，原名義道。由於其父季忠是大中臣氏二門的血統，且已經將養父和忠的親生兒子寬忠收為養子，因此在安永10年（1781年），17歲時晉爵，並於寬政11年1月18日（1799年2月22日）成為若江長公的養子。
寬政12年7月26日（1800年9月14日），36歲的他舉行元服儀式，被任命為越後權介。同年11月19日（1801年1月3日），他獲准進入御所參見天皇。享和元年7月28日（1801年9月5日），他將名字從義道改為公義。
文化14年4月14日（1817年5月29日），他再次獲准進入御所參見天皇。文政11年（1828年），他在64歲時去世。

## 官歷
- 安永10年4月3日（1781年4月26日），從五位下
- 寛政12年7月26日（1800年9月14日），越後權介
- 寛政12年12月22日（1801年2月5日），從五位上
- 文化元年6月8日（1804年7月14日），正五位下
- 文化5年1月28日（1808年2月24日），從四位下
- 文化7年4月24日（1810年5月26日），民部權大輔
- 文化13年6月20日（1816年7月14日），從四位上
- 文政4年5月16日（1821年6月15日），正四位下

## 家譜
- 父：藤波季忠
- 母：藤波伊子
- 養父：若江長公
  - 養子：若江量長
    - 養孫：若江薫子